# Żółtouch
Żółtouch (Vampyressa) – rodzaj ssaków z podrodziny owocnikowców (Stenodermatinae) w obrębie rodziny liścionosowatych (Phyllostomidae).

## Rozmieszczenie geograficzne
Rodzaj obejmuje gatunki występujące w Ameryce Centralnej i Południowej.

## Morfologia
Długość ciała 43–70 mm, długość ucha 11–22 mm, długość tylnej stopy 7–13 mm, długość przedramienia 29–41,5 mm; masa ciała 6–16 g.

## Systematyka
Rodzaj zdefiniował w 1900 roku angielski zoolog Oldfield Thomas w artykule zatytułowanym Nowe ssaki z krainy neotropikalnej, opublikowanym na łamach „The Annals and magazine of natural history”. Gatunkiem typowym jest (oryginalne oznaczenie) żółtouch drobny (V. pusilla).

### Etymologia
Vampyressa (Vampiressa, Vamqyressa, Vampuressa, Vapyressa): rodzaj Vampyrus Leach, 1821; nowołac. przyrostek zdrabniający -essa.

### Podział systematyczny
Do rodzaju należą następujące gatunki:
| Grafika | Gatunek                | Autor i rok opisu                                                   | Nazwa zwyczajowa    | Podgatunki         | Rozmieszczenie geograficzne | Podstawowe wymiary                                            | Status IUCN |
| ------- | ---------------------- | ------------------------------------------------------------------- | ------------------- | ------------------ | --- | ------------------------------------------------------------- | ----------- |
|         | Vampyressa elisabethae | V.da C. Tavares, A.L. Gardner, Ramírez-Chaves & Velazco, 2014       |                     | gatunek monotypowy | endemit Panamy: obszar górnego biegu rzeki Changena (Bocas del Toro); zakres wysokości: powyżej 1400 m n.p.m.                                                             | DC: 5,3–5,8 cm DO: bezogonowy DP: 3,6–3,8 cm MC: brak danych  | NE          |
|         | Vampyressa melissa     | O. Thomas, 1926                                                     | żółtouch samotny    | gatunek monotypowy | wschodnie Andy w Kolumbii, wschodnie zbocza Andów w Ekwadorze i Peru; zakres wysokości: 1180–2765 m n.p.m.                                                                | DC: 5,8–7 cm DO: bezogonowy DP: 3,4–4,1 cm MC: 14–16 g        | VU          |
|         | Vampyressa voragine    | D.M. Morales-Martínez, Rodríguez-Posada & Ramírez-Chaves, 2021      |                     | gatunek monotypowy | endemit Kolumbii: znany z trzech miejsc na wschodnich zboczach wschodnich Andów (Casanare i Norte de Santander); zakres wysokości: 1300–1600 m n.p.m.                     | DC: 5–5,6 cm DO: bezogonowy DP: 3,7–3,8 cm MC: 11–14 g        | NE          |
|         | Vampyressa thyone      | O. Thomas, 1909                                                     | żółtouch księżycowy | gatunek monotypowy | południowy Meksyk (na południe od Veracruz i Oaxaca) do Gujany Francuskiej, północnej i zachodniej Brazylii, Ekwadoru, Peru i Boliwii; zakres wysokości: do 1500 m n.p.m. | DC: 4,3–5,2 cm DO: bezogonowy DP: 2,9–3,4 cm MC: 6–10 g       | LC          |
|         | Vampyressa villai      | Garbino, Hernández-Canchola, León-Paniagua & V. da C. Tavares, 2024 |                     | gatunek monotypowy | endemit Meksyku: Guerrero, Oaxaca i prawdopodobnie południowe Veracruz; zakres wysokości: 150–2200 m n.p.m.                                                               | DC: brak danych DO: bezogonowy DP: 3,1–3,3 cm MC: brak danych | NE          |
|         | Vampyressa pusilla     | (J.A. Wagner, 1843)                                                 | żółtouch drobny     | gatunek monotypowy | południowo-wschodnia i południowa Brazylia, przyległy wschodni Paragwaj oraz północno-wschodnia Argentyna                                                                 | DC: 5,3–5,4 cm DO: bezogonowy DP: 2,9–3,7 cm MC: 11–15 g      | DD          |

Kategorie IUCN:  LC  – gatunek najmniejszej troski,  VU  – gatunek narażony,  DD  – gatunki o nieokreślonym stopniu zagrożenia;  NE  – gatunki niepoddane jeszcze ocenie.